# العدنة (مستباء)

تعديل مصدري - تعديل

العدنة هي إحدى قرى عزلة غرب مستباء بمديرية مستباء التابعة لمحافظة حجة، بلغ تعداد سكانها 694 نسمة حسب تعداد اليمن لعام 2004.